# Tracción (ortopedia)
Es un método para estabilizar fracturas de fémur antes de la cirugía mediante tracción de la piel de la pierna. 
- Tracción cutánea de Buck:

(Gurdon Buck; cirujano norteamericano, 1807-1877)Es un procedimiento ortopédico que aplica tracción en las extremidades inferiores con las caderas y rodillas extendidas. Se utiliza como ayuda en el tratamiento de las contracturas de las caderas y rodilla, en el tratamiento postural y la inmovilización postoperatoria de y en procesos patológicos de la cadera y rodilla.
- Tracción de Buck:

Es unos de los dispositivos ortopédicos más utilizados mediante el que la fuerza de tracción de ejerce en las extremidades inferiores con un sistemas de cuerdas, pesas y poleas. La Tracción de Buck Se utiliza para inmovilizar, colocar y alinear las extremidades inferiores en el tratamiento de las contracturas y enfermedades de la cadera y rodilla.
- Tracción de Bryant:

(Sir Thomas Bryant; médico inglés, 1828-1914) Mecanismo ortopédico para inmovilizar ambas extremidades inferiores en el tratamiento de una fractura de fémur o en una corrección de una luxación congénita de la cadera. Este dispositivo consiste en un armazón de tracción que soporta pesos, conectado mediante cuerdas que corren atreves de poleas para traccionar las poleas colocadas en el pie.
- Tracción de Quigley:

Es una tracción empleada en las fracturas de maléolo externo y trimaleolares en la cual se coloca una malla alrededor de la pierna y del tobillo y se fija a un armazón situado por encima de la cabeza, con lo que la pierna queda suspendida por el tobillo. 
- Tracción equilibrada:

Es un sistema de suspensión equilibrada que complementa la tracción en el tratamiento de fracturas de las extremidades inferiores o tras varias operaciones de las regiones inferiores del cuerpo.
- Tracción de Russell:

(R. Hamilton Russell; cirujano australiano, 1860-1933) procedimiento ortopédico unilateral o bilateral que combina la suspensión y la tracción para inmovilizar, colocar y alinear las extremidades inferiores en el tratamiento de fracturas del fémur y de contracturas de la cadera y de la rodilla. También llamada tracción de Hamilton-Russell es un dispositivo utilizado en la reducción de fracturas de fémur. La tracción se utiliza para contrarrestar la contracción muscular, podría producir desalineamientos, en la fractura. El propósito es el de ejercer fuerzas adecuadas que mantengan las dos secciones del hueso alineadas y apenas tocándose, y el problema consiste, precisamente, en hallar la fuerza de tracción ejercida por un dispositivo[cita requerida].